# Columnea tutunendana
Columnea tutunendana là một loài thực vật có hoa trong họ Tai voi. Loài này được (Wiehler) L.E.Skog mô tả khoa học đầu tiên năm 2003.